# Iglesia católica en Pakistán

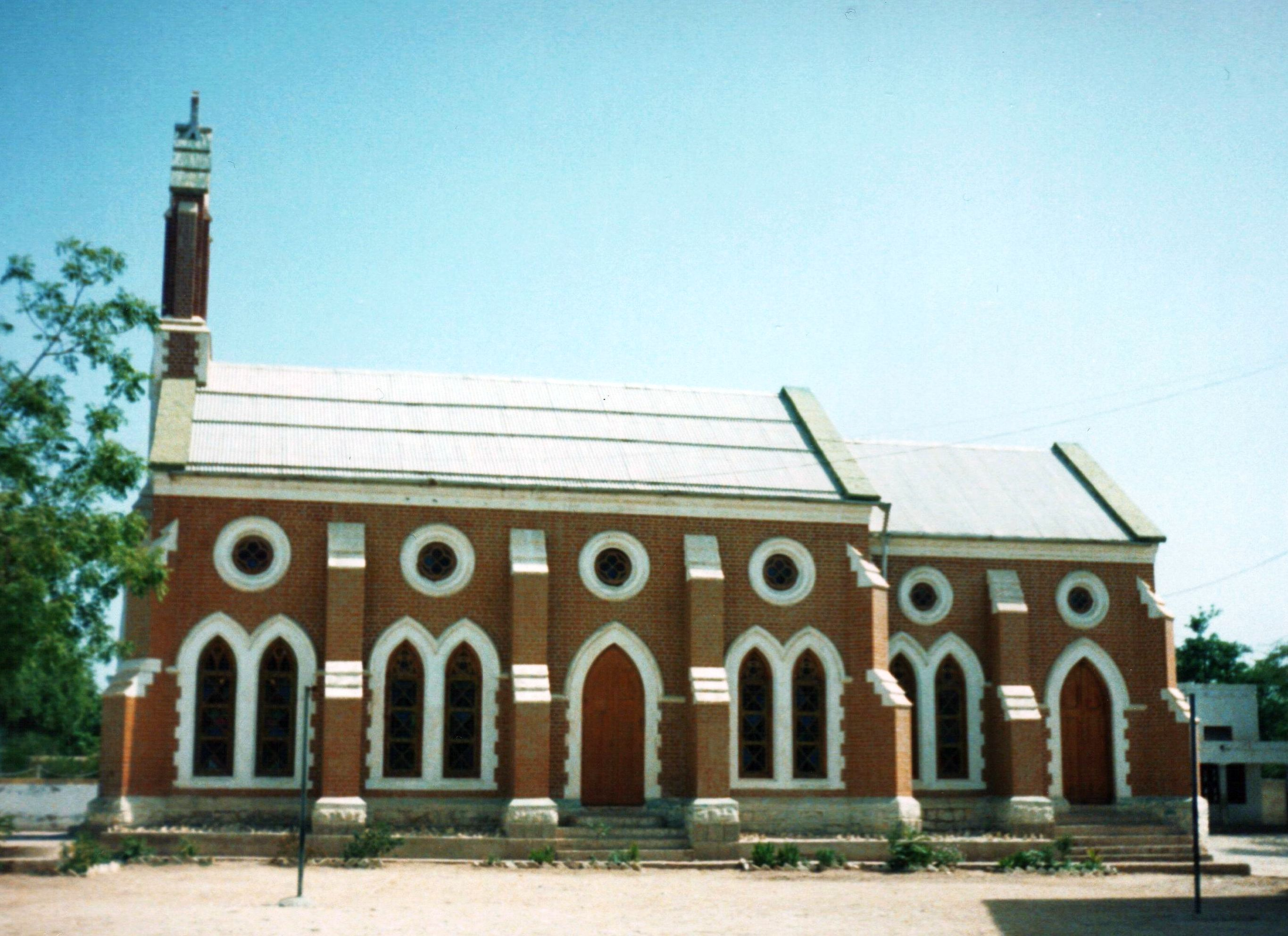
Iglesia católica de santa María, en Sukkur

La Iglesia católica está presente en Pakistán, donde cuenta con  1.333.450 fieles (2018) que representan menos del 1 % de la población total. Hay 7 unidades eclesiásticas en Pakistán, de estas siendo 2 arquidiócesis, 4 diócesis y un vicariato apostólico, todas ellas siendo de rito latino.

## Historia
Existe evidencia anecdótica de que santo Tomás apóstol pasó por Taxila (en la actual Diócesis de Islamabad-Rawalpindi) en su viaje a la India durante el siglo I, donde se dice que estableció la comunidad de los cristianos de Santo Tomás en la Costa de Malabar. Una cruz descubierta en junio de 2020; hecha de mármol, de más de tres toneladas de peso y de aproximadamente dos por dos metros de tamaño; fue encontrada en las montañas de Baltistán, en el área norte del país. Se estima que tiene más de novecientos años, en cuyo caso sería la evidencia física más temprana de presencia cristiana en lo que hoy es Pakistán.

Cruz de santo Tomás.

En 1745, la Misión Cristiana Bettiah (la comunidad cristiana más antigua del norte del subcontinente indio que sigue en pie) fue establecida por la Orden de los Hermanos Menores Capuchinos, bajo el patronazgo del rey zamindar del Bettiah Raj, Dhurup Singh. La prefectura apostólica fue erigida en 1769 en Patna, y luego movida a Agra, para luego ser elevada al estatus de vicariato en 1820. Los capuchinos por medio de la Diócesis de Agra y de la Diócesis de Allahabad, ambas gobernadas por capuchinos para entonces, establecieron en el siglo XIX iglesias católicas en las provincias norteñas de la India colonial, incluyendo las de Rayastán, Uttar Pradesh, Madhya Pradesh, Bihar y Punyab, incluyendo esta última a parte del territorio de Pakistán.
El 30 de octubre de 1945, en la India colonial, la Conferencia de Indios Cristianos de toda la India (AICIC, por sus siglas en inglés) formó un comité conjunto, el cual pasó una resolución en la cual “en la futura constitución de la India, la profesión, práctica y propagación de la religión debería ser garantizada, y el cambio de religión no debería implicar una desventaja civil o política”. Este comité conjunto hizo posible que los cristianos en la India estuvieran unidos bajo una misma consigna, y en la delegación parlamentaria británica “los miembros del comité unánimemente apoyaron el movimiento para la independencia, y expresaron completa confianza en el futuro de la comunidad en la India”. La oficina del comité fue abierta en Delhi, y en ella el vicecanciller de la Universidad de Andhra, Mariadas Ruthnaswami, sirvió como presidente, siendo B. L. Rallia Ram de la ciudad de Lahore la secretaría general. Seis miembros de la comisión conjunta fueron electos para el Comité de Minorías de la Asamblea Constituyente de la India. En su reunión del 16 de abril de 1947, el comité de la AICIC y la Unión Católica prepararon un memorándum de trece puntos, en donde se pedía libertad religiosa para las organizaciones e individuos.
Tras la partición de la India, durante su Segunda Reunión Anual General en Bangalore (presidida por el propio Ruthnasamy), la Unión Católica de la India garantizó independencia a sus ramas de las regiones de Sind y Baluchistán en octubre de 1947.

### Actualidad
En la actualidad, la Iglesia católica está activa en la gestión educativa de escuelas importantes (por ejemplo, en la Secundaria de San Patricio en Karachi), la salud, y otros aspectos sociales además de su trabajo espiritual. En 2008, la Iglesia católica dirigía 534 escuelas, 53 hosteles, 8 universidades, 7 institutos técnicos y 8 centros catedráticos.
Joseph Cordeiro, arzobispo de Karachi, se convirtió el 5 de marzo de 1973 en el primer cardenal pakistaní cuando fue elevado por el papa Pablo VI.
El papa Juan Pablo II visitó Pakistán el 16 de febrero de 1981. El 30 de septiembre de 2004, el papa viajero recibió al presidente Pervez Musharraf, año en el que el presidente empezó a acoger cenas anuales de Navidad como una expresión de buena voluntad.
En 2008, por primera vez en la historia un católico, Shahbaz Bhatti, fue nombrado ministro federal para las minorías. Sin embargo, Bhatti sería asesinado el 2 de marzo de 2011.
El papa Benedicto XVI se reuniría con los obispos católicos de Pakistán el 19 de junio de 2008, cuando los obispos llegaron a Roma para una visita ad limina.
El 20 de mayo de 2018, el papa Francisco anunció la creación del arzobispo Joseph Coutts como cardenal en el consistorio programado para el 29 de junio. El 11 de febrero de 2021, el papa Francisco aceptó la renuncia de Coutts, y nombró al obispo Benny Mario Travas de Multán como sexto arzobispo de Karachi.

## Lista de provincias y diócesis católicas en Pakistán
- Provincia eclesiástica de Lahore:

- - Arquidiócesis de Lahore
  - Diócesis de Faisalabad
  - Diócesis de Islamabad-Rawalpindi
  - Diócesis de Multán

- Provincia eclesiástica de Karachi
  - Arquidiócesis de Karachi
  - Diócesis de Hyderabad
  - Prefectura Apostólica de Quetta

## Estadísticas
Arquidiócesis
     Diócesis
     Vicariato apostólico
| Arquidiócesis/diócesis/vicariato | católicos | Sacerdotes |
| -------------------------------- | --------- | ---------- |
| Karachi                          | 186 600   | 31         |
| Hyderabad                        | 50 283    | 10         |
| Quetta                           | 32 632    | 8          |
| Lahore                           | 389 000   | 31         |
| Multán                           | 310 000   | 13         |
| Faisalabad                       | 182 662   | 35         |
| Islamabad-Rawalpindi             | 214976    | 32         |

En 2020, la Iglesia en Pakistán creció a 173 sacerdotes diocesanos y 134 sacerdotes miembros de órdenes religiosas.

## Persecución
La Iglesia católica es aún perseguida. Tan recientemente como en abril de 2009, hombres armados atacaron a un grupo de cristianos en el barrio de Taiser Town, cerca de Karachi. Además, le prendieron fuegos a seis hogares cristianos, e hirieron a tres fieles, incluyendo a un niño de 11 años que terminó en una condición crítica en el hospital.
El presidente de la conferencia episcopal, Lawrence Saldanha, pidiéndole intervención con urgencia al Presidente y al Primer ministro, aseguró que las minorías en el Valle del Swat continúan huyendo del lugar tras la imposición de impuestos a los no musulmanes por parte de los talibanes. El gobierno recientemente permitió la imposición de la ley Sharía en partes de la provincia de la Frontera del Noroeste, en detrimento de los no musulmanes.
La constitución establece que los no musulmanes no pueden postularse a la presidencia, al cargo de primer ministro ni a ninguno de los once cargos más importantes en el país.
El 30 de julio de 2009, las tensiones crecieron en el pueblo cristiano de Korian, después de que páginas conteniendo inscripciones musulmanas fueran encontradas en frente de un a casa de cristianos. Algunos musulmanes acusaron a la familia de blasfemia contra el Islam. Tras el incidente, el 1 de agosto, una multitud de musulmanes allanó un asentamiento cristiano en Gojra, vandalizando y saqueando casas, causando la muerte de ocho personas y heridas a muchos otros. Cincuenta casas cristianas fueron destruidas. Benedicto XVI por medio de un telegrama al obispo de Faisalabad, Joseph Coutts, expresó profundo dolor ante los recientes disturbios anticristianos en Pakistán, y llamó a renunciar a la violencia y tomar nuevamente el camino de la paz.
La Iglesia de santo Tomás en Wah Cantt fue atacada por un grupo de hombres armados el 28 de marzo de 2011, lo que resultó en daños. Se cree que el incidente estuvo relacionado al episodio reciente de la quema del Corán por el pastor Terry Jones en Estados Unidos.
La situación se deterioró, al punto que para 2013 un gran número de cristianos empezó a buscar asilo en el exterior.

## Reconocimiento

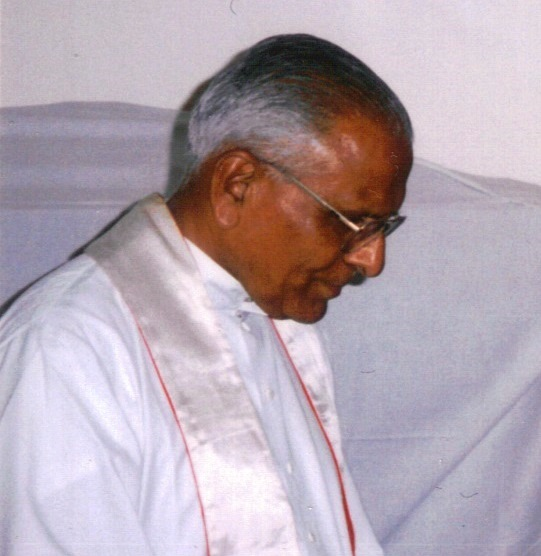
Fray Robert de Silva, sacerdote pakistaní que duró 73 años al servicio de la Iglesia católica.

A lo largo de los años, muchos católicos han sido reconocidos por el gobierno de Pakistán por su contribución a la educación, al servicio a la comunidad, a la salud y al servicio público.
En 1965, el general Mervyn Cardoza fue honrado con el Tamgha-e-Khidmat por el presidente Ayub Khan. El mismo año y en 1971, respectivamente, el capitán de grupo Cecil Chaudhry fue premiado con el reconocimiento Sitara-e-Jurat (el tercer reconocimiento militar más importante de Pakistán) y el Tamgha-i-Jurat (el cuarto más importante). El presidente de la Corte Suprema de Pakistán entre 1960 y 1968, Albert Robert Cornellius, recibió en 1967 el reconocimiento Hillal-i-Pakistan. El médico Hermanegild Marcos Antonio Drago fue honorado primero con la Tamgha-e-Pakistan en 1967 y luego en 2002 póstumamente con el Sitara-e-Imtiaz por su servicio a la mejora de la comunidad.
La hermana Ruth Pfau fue quizás la católica más condecorada, habiendo recibido:
- La Sitara i Quaid i Azam en 1969.
- La Hilal-e-Imtiaz[31]
- La Hilal-i-Pakistán[31]
- La Nishan-i-Quaid-i-Azam por su servicio público en 2010.[32]
- Pfau fue, además, la primera cristiana y no musulmana en recibir un funeral de Estado en Pakistán.[33]

La hermana Gertrude Lemmens, de las Franciscanas Misioneras de Cristo Rey, recibió la Sitara-i-Quad-i-Azam el 23 de marzo de 1989 por su trabajo con los indigentes, los necesitados y los discapacitados, uno de las condecoraciones civiles más importantes dados a un ciudadano extranjero.
En 1999, el mayor general Julian Peter recibió la Hilal-e-Imtiaz. Un año después, el día de la independencia (15 de agosto) el párroco y autor de la ciudad de Lahore, Francis Nadeem, OFMCap, fue laureado con el Tamgha-e-Imitaz por su apoyo sobresaliente al país.
La hermana Mary Emily, FC, fue premiada el 23 de marzo de 2009 con la Sitara-e-Imtiaz, que recibió del gobernador de Sind, por sus ayuda a la educación.
Por sus aportes a la instrucción y la promoción de la harmonía interreligiosa, el presidente de Pakistán aprobó la concesión de la Sitara Quaid-e-Azam a la hermana John Berchmans Conway, RJM.
Posteriormente, el padre Robert McCulloch fue galardonado el 15 de febrero de 2012 por el presidente de Pakistán con la Sitara Quaid-e-Azam, debido a sus servicios a Pakistán en asuntos de salud y educación.
Por su asistencia destacada al servicio educativo, el hermano Emmanuel Nicholas fue reconocido con la Tamgha-i-Pakistan.
Dada la misma razón, Norma Fernandes recibió la Tamgha-i-Imtiaz el 23 de marzo de 2014.
Un año antes, el banco público Pakistan Post emitiría una estampilla conmemorativa de los 150 años de la Sociedad Bíblica de Pakistán.
La monja originaria de Irlanda, Mary Langan, que llevaba trabajando en la república islámica desde 1983, fue premiada también por sus méritos a la enseñanza.
El 13 de junio de 2020, el obispo Benny Mario Travas inauguró la Academia CSS de san Pedro en Multan. La Academia fue creada para alentar y facilitar que los católicos se presenten a los exámenes de los Servicios Superiores Centrales, que conducen a trabajos en el servicio público federal. Esta es la primera vez que se ha realizado un esfuerzo para promover a los católicos en el servicio público.
El 14 de agosto de 2020, la hermana Ruth Lewis recibió póstumamente el premio civil Sitara-i-Imtiaz por su servicio público. Trabajó en el hogar para niños y adultos con necesidades especiales Darul Sukun durante más de 50 años.

## Historia del servicio sacerdotal
La Iglesia católica pakistaní tiene una larga tradición de servicio, con muchos sacerdotes que han completado 50 años o más de servicio en el sacerdocio:
- Padre D'Arcy D'Souza † (1943-2009)[43]
- Padre Stephen Raymond † (1944–1999)[44]
- Padre Robert D'Silva † (1942–2015)[45]

- Padre Armando Trindade † (1950–2000)[46]
- Padre Simeón Antonio Pereira † (1951–2006)[47]
- Padre Francisco de Souza † (1948–2014)[48]
- Padre Canisio Mascarenhas (1950–)
- Padre Melito Días (1954–)
- Padre James "Jimmy" deSouza † (1952-2016)[49]
- Padre Buenaventura Patrick Paul OFM † (1954–2007)[50]
- Padre Ignacio Pinto † (1945-1996)
- Padre Michael D'Cruz OFM (1957- )
- Padre Louis Mascarenhas OFM (1958–)
- Padre Antonio Mascarenhas
- Padre Agustín Fernández OFM † [51]
- Padre Lorenzo Saldanha (1960– )[52]
- Padre Juan Bautista Todd OFM † [53]
- Padre Gasper Mendes OFM
- Padre Antonio Teodoro Lobo † (1961–2013)[54]
- Padre Joe D'Mello (1961–)
- Padre José Pablo (1962–)[55]
- Padre Bonnie Mendes (1962–)
- Padre Ken Viegas OFM (1964–)[56]
- Padre Arnoldo Heredia (1965– )[57]
- Padre Antonio Martis (1966–)
- Max John Rodrigues (1966–)
- Víctor Gnanapragasam OMI † (1966–2020)
- Benjamín José (1967–)
- Evarist Pinto (1968–)
- Agustín Soares † (1969-2019)
- Anjou Soares (1969–)
- Richard D'Souza (1970 - )
- José Coutts (1971 - )

## Candidatos para la canonización
- Akash Bashir, antiguo alumno del Instituto Técnico Don Bosco de Lahore, guardia de seguridad y mártir. El 31 de enero de 2022 el Papa Francisco lo declaró Siervo de Dios. Es el primer candidato pakistaní nativo a la santidad en la historia de la Iglesia católica.[58]